# Sambo
El sambo (en rus: сaмбо) és una art marcial inventada a l'URSS per mantenir en forma els seus soldats. El seu nom és un acrònim rus de la frase defensa sense armes "samozashchita bez oruzhiya" (en rus: самозащита без оружия) i es va començar a practicar a la dècada de 1920. Combina tècniques del judo i la lluita tradicional russa amb algunes addicions d'altres arts de combat de diferents orígens, ja que es buscava el millor de cada tipus de lluita internacional. Es basa en moviments per immobilitzar l'adversari en el menor temps possible, i per això van ser aplicats per soldats però també per la policia i treballadors de presons i psiquiàtrics, que rebien un entrenament específic. En la seva consideració d'esport, és una de les quatre modalitats bàsiques de lluita reconegudes per la FILA (essent les altres tres el judo, la lluita grecoromana i la lluita lliure).

## Història
El Sambo és un esport de combat relativament modern, ja que el seu desenvolupament va començar a principis de la dècada de 1920 per l'NKVD soviètic i l'Exèrcit Roig per millorar les habilitats de combat cos a cos dels seus soldats. Es pretenia fusionar les tècniques més efectives d'altres arts marcials.
Els orígens del desenvolupament del Sambo va derivar dels esforços independents de Vasili Oshchepkov i Viktor Spiridonov (pioners del Sambo) per integrar les tècniques de lluita lliure, judo, jujutsu i altres arts marcials estrangeres enfocades en estils de lluita turca köräş, kokh armeni, trântă romanès, khapsagay mongol i chidaoba georgiana. Oschepkov va ensenyar judo a les forces d'elit de l'Exèrcit Roig a la Casa Central de l'Exèrcit Roig.
L'esport és similar en molts aspectes al judo i al Jujutsu, però també incorpora diferents estils de lluita i diversos sistemes d'autodefensa.

## Vestimenta
Els participants del sambo com a esport en l'actualitat usen un uniforme que consta d'una jaqueta vermella o blava anomenada sambovka (самбовка) o kurtka (куртка) semblant al gi, casc, cinturó, guants i pantalons amples. Competeixen amb adversaris d'un pes similar, com en altres modalitats de lluita com la boxa. Segons els cops donats o rebuts, s'atorguen uns punts que decideixen el guanyador del combat. El terreny de joc és un cercle, fora del qual no es pot lluitar.

## Estils de Sambo

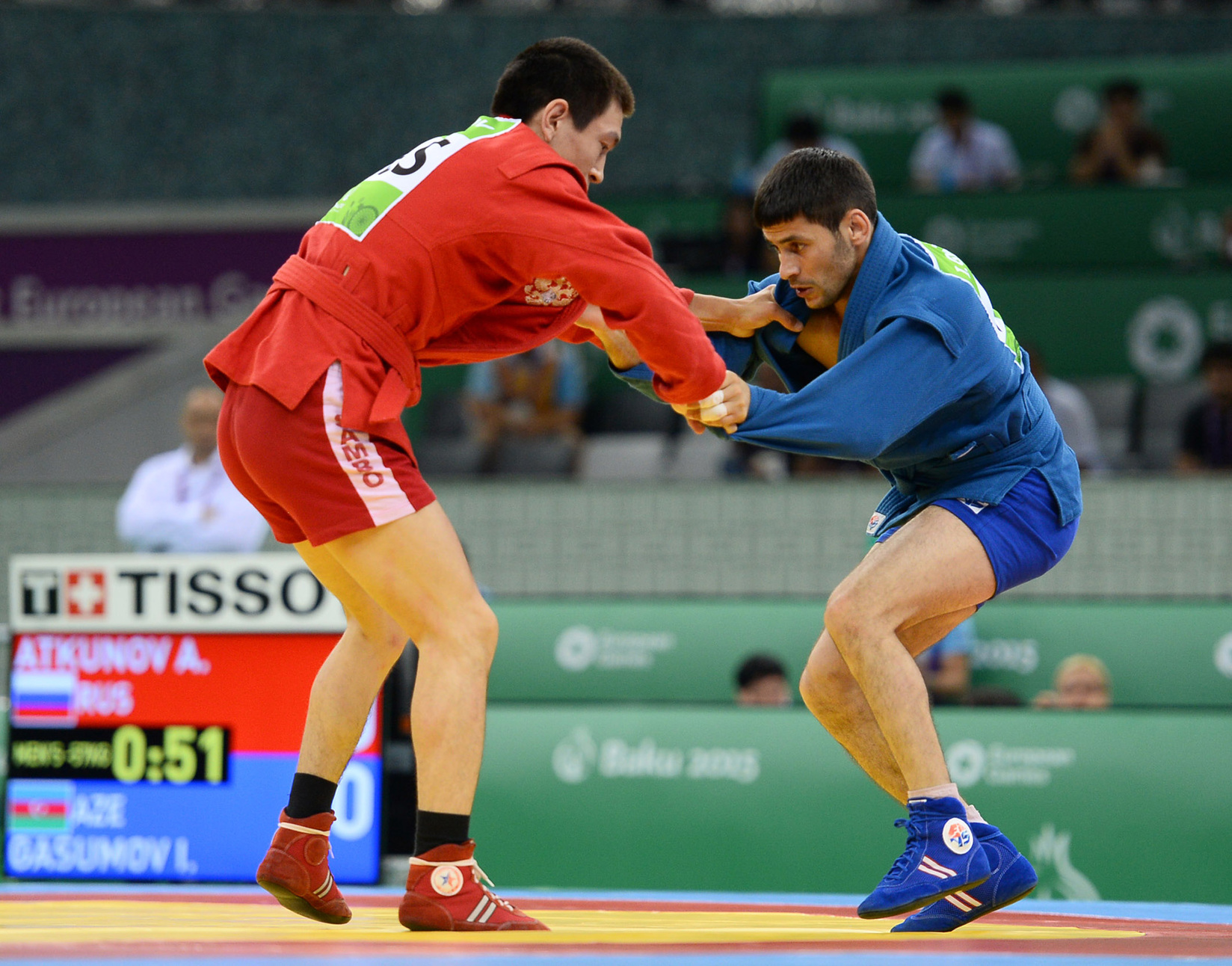
Sport Sambo als Jocs Europeus 2015

Dins del Sambo existeixen diferents variants de l'esport tot i que les tècniques i principis de sambo es poden aplicar a molts altres esports de combat. Els formats principals de sambo reconeguts per la FILA són:

### Sport Sambo
L'Sport Sambo (en rus: Борьбa Самбо) estilísticament és semblant al judo, però amb algunes diferències en les regles, el protocol i l'uniforme. El Sambo permet diversos tipus de bloqueig de cames com el judo antic abans de la prohibició de les tècniques d'Ashi Garami, tot i que no permet l'asfíxia. També se centra en el llançament, groundwork i submissions, amb molt poques restriccions a l'agafament i a la presa.

### Combat Sambo

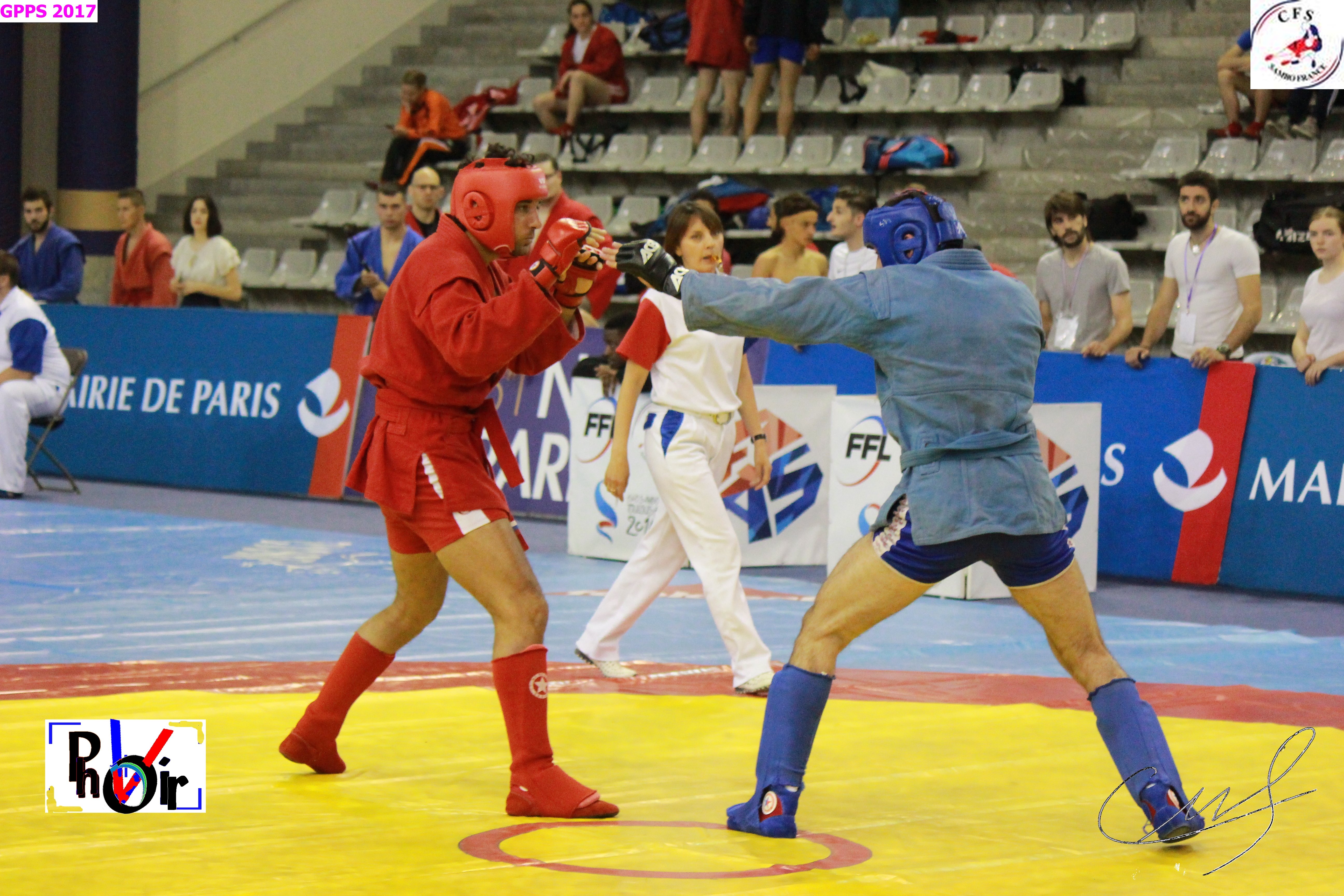
Combat Sambo al Grand Prix de París

El Combat Sambo (en rus: Боевое Самбо) utilitzat i desenvolupat per l'ús militar, s'enfoca en les arts marcials mixtes incloses les formes de cop i aferrament. Permet cops de puny, puntades, colzes i genolls regulars, cops de cap i cops a l'engonal, a més de llançaments, submissions, enfocaments i bloquejos, excepte per a una canellera dempeus o volant. La diferència principal del jujutsu brasiler (BJJ), a part de les tècniques de cop, és que les regles i els reglaments de sambo de combat no permeten un recurs unilateral a la lluita a terra sense llançaments o altres maniobres combatives (és a dir, simplement seure i continuar des del terra sense tocar el seu oponent que permet BJJ. El Combat Sambo supera l'ARB per disseny, tot i que tots dos van ser dissenyats només per a situacions de combat. Els competidors porten el sambovka com en el sambo esportiu, però també protecció per a les mans i, de vegades, protecció per la mandíbula i protecció per al cap. El primer Campionat Mundial de Combat Sambo de la FIAS es va celebrar l'any 2001.

### Freestyle Sambo
Aquest estil de Sambo va ser introduït per l'Associació Americana de Sambo l'any 2004. El seu propòsit era animar a practicants que no fossin de Sambo, com ara Judo i Jujutsu, a participar en Sambo. Es permet l'ús d'asfíxia i altres tècniques de submissió que no s'utilitzen al Sambo.

### Special Sambo
Aquest estil de sambo es va fer per a les forces especials de l'exèrcit i altres forces de resposta ràpida. Només està dissenyat per al grup concret que l'utilitza. En aquest sentit, és similar al combat de sambo, que també està dissenyat per a un propòsit específic.

## Objectiu
L'objectiu és deixar l'altre "a terra", posició que implica que qualsevol part del cos excepte els peus toqui la superfície del terra. És a dir, la persona "a terra" pot estar bocaterrosa, estirada sobre la seva esquena, caiguda de manera que el cap hagi impactat contra el sòl, de costat, aguantant-se amb els braços o espatlles, de genolls o si toca sense voler en un gir amb les mans.
S'atorguen punts cada cop que l'adversari és a terra. Igualment, se sumen punts si mentre està en aquesta posició se l'immobilitza durant un temps determinat o se li aplica una clau de subjecció. En canvi, es perden punts si una persona demana a l'altra que aturi els seus cops (rendició temporal) o comet una falta amb un moviment il·legal (que pot suposar l'eliminació immediata segons la gravetat). Es considera il·legal colpejar el nas o fer que s'esclafi contra terra, tocar els ulls de l'adversari, colpejar les orelles, estirar els cabells, donar un cop a una articulació de manera intencionada quan l'adversari és a terra, mossegar o pessigar. Normalment, els combats són a temps limitat i quan transcorre aquest temps es compten els punts de cada lluitador per decidir el guanyador. Segons els punts en diversos combats, s'assoleix un lloc o una altra de les competicions. A part dels campionats, a Rússia existeix un sistema de classificació similar al de cinturons d'altres arts marcials.
El sambo va ser reconegut com a estil nacional de lluita soviètic en 1938 i des d'aleshores es va introduir en els plans d'estudi d'educació física a les escoles i dins els entrenaments militars. En 1947 es va reconèixer el seu caràcter esportiu i van començar a organitzar-se tornejos arreu de l'URSS i posteriorment en països afins al règim soviètic. En 1966 va ser acceptat per la FILA, fita que va obrir la porta a les competicions internacionals. En 1981 va ser reconegut pel Comitè Olímpic Internacional, però encara no ha estat esport oficial en cap edició dels Jocs Olímpics.